# Rua José Paulino
A Rua José Paulino, antiga Rua dos Imigrantes, está localizada no bairro do Bom Retiro, no distrito homônimo, região central da cidade de São Paulo, no Brasil. Com 1 quilômetro de extensão e aproximadamente 400 lojas, a rua é célebre por atrair "sacoleiros" de todo o Brasil que vão ao Bom Retiro em busca das inúmeras lojas de vestuário feminino, em grande parte comandadas por imigrantes coreanos. A rua também foi o lugar de fundação do Sport Club Corinthians Paulista em setembro de 1910 (na época, a rua era nomeada como Rua dos Imigrantes).
O nome da rua é uma homenagem ao político e empresário José Paulino Nogueira, primeiro presidente do Banco Comercial do Estado de São Paulo e um dos fundadores da Companhia Paulista de Seguros, além de ter sido vereador de Campinas nos anos finais do período imperial brasileiro, durante os surtos de febre amarela ao final do século XIX.